# مرسلات
مرسلات نام یکی از سوره‌های قرآن است. این سوره در مکه نازل شده‌است و ۵۰ آیه دارد.

## محتوای سوره
بـیـشترین مطلبی که در این سوره مطرح شده، مسائل مربوط به قیامت و تهدید و انذار مکذبان و منکران است.
از ویژگی‌های این سوره این است که آیه «ویـل یـومـئذ لـلـمکذبین: وای در آن روز بر تکذیب‌کنندگان» ده بار و هر بار به دنبال مطلب تازه‌ای در آن تکرار شده‌است.
این سوره  بعد از ذکر سوگندهائی، از قیامت و حوادث سنگین و سخت رستاخیز خبر می‌دهد؛
- در مرحله بعد سرگذشت غم انگیز اقوام گنهکار پیشین؛
- و در مرحله سوم گوشه‌ای از ویژگیهای آفرینش انسان؛
- و در مرحله چهارم قسمتی از مواهب الهی در زمین؛
- و در مرحله پنجم قسمت‌هایی از عذاب تکذیب کنندگان را شرح می‌دهد.

همچنین در هر مرحله اشاره‌ای به مطلبی بیدارگر و تکان‌دهنده کرده و به دنبال آن این آیه را تکرار می‌کند و حتی در بخشی از آن به نعمتهای بهشتی که نصیب پرهیزکاران شده اشاره نموده تا انذار را با بشارت بیامیزد و تهدید را با تشویق.
این تکرار، تکرار بعضی از آیات را در سوره «الرحمن» تداعی می‌کند؛ با این تفاوت که در آنجا سخن از نعمتها و در اینجا غالباً از عذابهای مکذبان است.
انتخاب نام «مرسلات» برای این سوره به تناسب نخستین آیه این سوره‌است.

## درباره سوره
در حـدیثی از جعفر صادق آمده‌است: «کسی که این سوره را بخواند خداوند او را با پیامبر آشنا (و همجوار) می‌سازد».
بـدون شـک ایـن ثواب و فضیلت از آن کسانی است که بخوانند و بیندیشند و عمل کنند، و بنابراین در حدیثی آمده‌است: بعضی از یاران پیامبر(ص) خدمتش عرض کردند: «چه زود آثار پیری در شما نمایان شده‌ای رسول خدا؟!»
فرمود: «سوره‌های هود، واقعه، مرسلات، و عم یتسـائلون مرا پیر کرده»

## منبع
- برگزیده تفسیر نمونه - جلد ۵ - آیت‌الله ناصر مکارم شیرازی